# Шумілово (Польща)
Шумілово (пол. Szumiłowo) — село в Польщі, у гміні Радзинь-Хелмінський Ґрудзьондзького повіту Куявсько-Поморського воєводства.
Населення — 137 осіб (2011).
У 1975-1998 роках село належало до Торунського воєводства.

## Демографія
Демографічна структура станом на 31 березня 2011 року:
|          | Загалом | Допрацездатний вік | Працездатний вік | Постпрацездатний вік |
| -------- | ------- | ------------------ | ---------------- | -------------------- |
| Чоловіки | 73      | 18                 | 49               | 6                    |
| Жінки    | 64      | 17                 | 35               | 12                   |
| Разом    | 137     | 35                 | 84               | 18                   |